# 薩爾達傳說 風之律動 HD
《薩爾達傳說 風之律動 HD》是電子遊戲系列薩爾達傳說在Wii U平台上的作品，由任天堂情報開發本部开发。本作是2003年在任天堂GameCube平台遊戲《薩爾達傳說 風之律動》的重製版本。
《風之律動 HD》將原作的畫面解析度提升至1080p，並使用新的光影運算引擎，此外也新增和更動了部分遊戲方式。《風之律動 HD》的的發售時間剛好是原作初次推出後的十週年，這也是Wii U主機上的第一款薩爾達傳說遊戲。

## 遊戲內容

《風之律動 HD》保留了原作的卡通渲染風格，並將畫面品質提升至1080p的高解析度

本作的遊戲內容大致與GameCube的原版《風之律動》相同，但在圖像表現上作出了改進，也新增了多項要素。
《風之律動 HD》的畫面品質提升至1080p高解析度。相較於原始版本中接近黑白色調，本作神秘城堡也變得較偏深褐色。
Wii U GamePad的觸控螢幕可展現使用遊戲地圖和道具欄，無需在遊戲畫面和選單界面中切換。玩者可利用體感控制來操控風之杖，弓箭等部分武器能使用GamePad內建的陀螺儀進行瞄準，這樣的設計也曾在《薩爾達傳說 時之笛 3D》中出現。玩者可選擇不使用電視而全程在GamePad的螢幕上遊玩。本遊戲也同時支援傳統控制器風格的Wii U Pro Controller。
原本在GameCube版中與Game Boy Advance連線使用的道具「金克爾收訊器」（チンクルシーバー / Tingle Tuner）被改為了「金克爾瓶」（チンクルボトル / Tingle Bottle）。當玩者需要協助時，可使用金克爾瓶將漂流訊息傳送至Miiverse社群；玩家也會收到來自其他玩家的訊息。此外，使用遊戲中的道具照相機（Picto Box）可截取遊戲畫面，也從開心、難過和驚訝中選擇一種表情來拍攝林克的自拍照。相片可張貼至Miiverse中與其他玩者分享。
製作團隊針對部分較為冗長乏味的部分作了改進。在完成龍岩熔洞（竜の山のほこら）關卡後，玩者可在城鎮中購買「快速之帆」（快速の帆 / Swift Sail），這個風帆能讓行船速度加快50%。快捷風帆能夠讓玩者隨時都以全速航行船隻，而不受風向的影響。這項改變是為了讓航向各小島的過程變得更加輕鬆。吊車的長度縮短讓挖掘寶藏的時間店得快速，一些動作的動畫也加快了。

## 開發製作
在2013年1月23日的任天堂直面會中，官方首次公佈了《風之律動》高畫質重製版的消息，並預定於在2013年秋季推出。這個重製版讓開發團隊能為下一款薩爾達傳說作品進行視覺風格的實驗，也能讓他們熟悉Wii U的開發工作。在企劃過程中，《黃昏公主》和《禦天之劍》也曾在重製候選作品名單中，但開發團隊認為《風之律動》的視覺風格能夠帶來最多的改進。遊戲中的配樂由永田權太、早崎飛鳥和旭敦子重新編曲製作。《風之律動》的主要由任天堂情報開發本部負責開發，但高解析度材質的製作則由數間外部公司協助。在一次日本媒体对青沼英二的采访时，他表示本作的开发周期大约为半年左右。

## 發行
一款包含《風之律動 HD》數位版本和豪華版Wii U主機的組合包裝於2013年9月20日在北美洲推出。這款主機組合在黑色的GamePad上印有金色的文字、海拉爾紋章和“風之律動 HD”的圖案。此外，這個組合中也包含了一組可以兌換電子書《薩爾達傳說：海拉魯歷史》（The Legend of Zelda: Hyrule Historia）的序號，書中收錄了系列作的歷史和美術設定。遊戲零售商GameStop則提供了包含角色人偶的《風之律動 HD》特別版。
《風之律動 HD》在於2013年9月26日在日本推出。隨後在在歐洲和澳洲分別於於2013年10月4日和5日上市。
本作品於2013年9月20日先行於北美地區的任天堂eShop中上市，實體零售版本則在2013年10月4日推出，零售價格比起一般的Wii U遊戲便宜了10美元。

## 評價

### 發售前
在發售前的報導中，IGN提到了遊戲引擎改進後的動態光影效果。然而在隨後的一篇報導中，也指出了對於視覺風格的不安，寫道「新的HD畫面和閃耀的光線令人印象深刻，但同時也削弱了一些原本將《風之律動》變成一部可遊玩卡通的渲染風格魔法」，但同時也讚揚畫面變得「更好、更細緻，感覺就像一款全新製作的遊戲。」英國報紙《Metro》則提到了更佳的渲染技術讓遊戲呈現如「繪畫般的品質」，但他們同時也注意到了一些素材的「粗糙邊緣」。

### 發售後
《風之律動 HD》在網路媒體上獲得多數好評。遊戲在評價匯總網站GameRankings和Metacritic的得分分別為91.02%和90/100。
IGN的喬斯·奧泰羅（Jose Otero）在滿分10分中給予了本作9.8分的評價，認為HD版本「為體驗這個故事提供了迷人和優雅的方式」。GameSpot的馬汀·蓋斯頓（Martin Gaston）則在10分中給予了本作較為嚴苛的8.0分，他讚揚《風之律動 HD》是「無可否認的美麗移植」，但批評遊戲對於表現較差的後半段並沒有做出改進。

## 資料來源
1. ↑  .   [2013-10-02]. （原始内容存档于2013-10-26）.
2. ↑  .   [2013-10-02]. （原始内容存档于2019-12-17）.
3. 1 2 3 4  Mallory, Jordan. . Joystiq. 2013-08-28  [2013-09-09]. （原始内容存档于2013-08-30）.
4. 1 2   (PDF). Nintendo Co.   [2013-08-08]. （原始内容存档 (PDF)于2021-02-26）.
5. 1 2 3  Phillips, Tom. . Eurogamer.net. 2013-08-28  [2013-09-09]. （原始内容存档于2018-11-17）.
6. ↑  . Nintendo Life.   [2013-08-27]. （原始内容存档于2019-06-08）.
7. ↑  . Nintendo Australia Pty. Ltd.   [2013-08-25]. （原始内容存档于2019-06-19）.
8. ↑  6/14/13 12:30pm 6/14/13 12:30pm. . Kotaku.com.   [2013-09-09]. （原始内容存档于2021-01-20）.
9. ↑  . IGN. 2013-01-23  [2013-09-09]. （原始内容存档于2013-02-17）.
10. ↑  Buckley, Tim. . Engadget.   [2013-08-09]. （原始内容存档于2019-06-09）.
11. 1 2 3 4  . IGN.   [2013-09-09]. （原始内容存档于2013-08-22）.
12. 1 2 3  N/A. . Metro.   [2013-08-09]. （原始内容存档于2019-06-29）.
13. ↑  . Nintendo.co.jp.   [2013-09-09]. （原始内容存档于2015-11-20）.
14. ↑  . GameStop.   [2013-09-09]. （原始内容存档于2013-08-25）.
15. ↑  . Zelda Universe.   [2013-09-09]. （原始内容存档于2013-12-22）.
16. 1 2  Aonuma. . Miiverse.nintendo.net.   [2013-09-09]. （原始内容存档于2013-10-04）.
17. ↑  East, Thomas. . Official Nintendo Magazine UK.   [2013-08-08]. （原始内容存档于2013-07-07）.
18. ↑  Nintendo. . Joystiq. 2013-08-28  [2013-09-09]. （原始内容存档于2019-12-17）.
19. ↑  The Legend of Zelda: The Wind Waker HD took only six months to develop, says Nintendo （页面存档备份，存于）.2013-10-08.Polygon.[2013-11-03].
20. ↑  . GameRankings. CBS Interactive.   [2013-09-18]. （原始内容存档于2017-01-29）.
21. ↑  . Metacritic. CBS Interactive.   [2013-09-18]. （原始内容存档于2020-10-21）.
22. ↑  Fitch, Andrew. . Electronic Gaming Monthly. EGM Media. 2013-09-18  [2013-09-18]. （原始内容存档于2019-04-10）.
23. ↑  Ryckert, Dan. . Game Informer. GameStop Corporation. 2013-09-18  [2013-09-18]. （原始内容存档于2013-09-20）.
24. ↑  . GameTrailers. Viacom. 2013-09-17  [2013-09-18]. （原始内容存档于2013-09-22）.
25. ↑  Otero, José. . IGN. IGN Entertainment. 2013-09-17  [2013-09-18]. （原始内容存档于2020-11-12）.
26. ↑  Ronaghan, Neal. . Nintendo World Report. 2013-09-18  [2013-09-18]. （原始内容存档于2013-11-19）.
27. ↑  Audrey Drake. . IGN.   [2013-01-23]. （原始内容存档于2013-09-22）.
28. ↑  OTERO, JOSE. . IGN.   [2013-09-21]. （原始内容存档于2014-12-08）.
29. ↑  Gaston, Martin. . GameSpot.   [2013-09-21]. （原始内容存档于2013-10-07）.

## 外部連結
- 《薩爾達傳說 风之律動 HD》日文官方網站 （页面存档备份，存于）
- 《薩爾達傳說 风之律動 HD》英文官方網站 （页面存档备份，存于）